# 814-й истребительный авиационный полк
814-й истребительный авиационный полк (814-й иап) — воинская часть Военно-воздушных сил (ВВС) Вооружённых Сил РККА, принимавшая участие в боевых действиях Великой Отечественной войны.

## Наименования полка
За весь период своего существования полк несколько раз менял своё наименование:
- 814-й истребительный авиационный полк;
- 106-й гвардейский истребительный авиационный полк;
- 106-й гвардейский истребительный авиационный Висленский полк;
- 106-й гвардейский истребительный авиационный Висленский ордена Александра Невского полк;
- 106-й гвардейский истребительный авиационный Висленский орденов Кутузова и Александра Невского полк;
- Полевая почта 23305.

## Создание полка
814 истребительный авиационный полк сформирован в Московском военном округе (п. Остафьево) за счёт укомплектования кадрами из 1-го и 29-го запасных авиационных полков на самолётах Харрикейн

## Переформирование полка
814-й истребительный авиационный полк 24 августа 1943 года За образцовое выполнение боевых задач и проявленные при этом мужество и героизм на основании Приказа НКО СССР переименован в 106-й гвардейский истребительный авиационный полк.

## В действующей армии
В составе действующей армии:
- с 27 июля 1942 года по 14 сентября 1942 года
- с 22 сентября 1942 года по 12 ноября 1942 года
- с 25 декабря 1942 года по 28 августа 1943 года

## Командиры полка
- полковник Родин Сергей Петрович[4], 14.04.1942 — 05.1942
- майор, подполковник Кузнецов Михаил Васильевич[4], 05.1942 — 20.07.1945

## В составе соединений и объединений
| Период        | Фронт (округ)             | армия                      | корпус                                       | дивизия                                             | примечание                                   |
| ------------- | ------------------------- | -------------------------- | -------------------------------------------- | --------------------------------------------------- | -------------------------------------------- |
| 09.06.1942 г. | Московский военный округ  | ВВС округа                 |                                              | 263-я истребительная авиационная дивизия            | Хоукер Харрикейн                             |
| 27.07.1942 г. | Калининский фронт         | 3-я воздушная армия        |                                              | 263-я истребительная авиационная дивизия            | Хоукер Харрикейн                             |
| 22.09.1942 г. | Западный фронт            | 1-я воздушная армия        |                                              | 202-я истребительная авиационная дивизия            | Хоукер Харрикейн                             |
| 10.10.1942 г. | Западный фронт            | 1-я воздушная армия        |                                              | 224-я штурмовая авиационная дивизия                 | Хоукер Харрикейн                             |
| 10.11.1942 г. | Приволжский военный округ | ВВС округа                 |                                              | 8-й запасной истребительный авиационный полк        | переучивание на Як-1, Як-7Б                  |
| 28.11.1942 г. | Резерв Ставки ВГК         | авиация резерва Ставки ВГК | 3-й смешанный авиационный корпус             | 207-я истребительная авиационная дивизия            | Як-1, Як-7Б                                  |
| 25.12.1942 г. | Юго-Западный фронт        | 17-я воздушная армия       | 3-й смешанный авиационный корпус             | 207-я истребительная авиационная дивизия            | Як-1, Як-7Б                                  |
| 24.08.1943 г. | Юго-Западный фронт        | 17-я воздушная армия       | 1-й гвардейский смешанный авиационный корпус | 11-я гвардейская истребительная авиационная дивизия | полк переименован в гвардейский, Як-1, Як-7Б |

## Участие в операциях и битвах
- Ржевско-Сычёвская операция — с 31 июля 1942 года по 23 августа 1942 года.
- Среднедонская операция — с 28 декабря 1942 года по 30 декабря 1942 года.
- Ворошиловградская операция — с 29 января 1943 года по 18 февраля 1943 года.
- Курская стратегическая оборонительная операция — с 5 июля 1943 года по 23 июля 1943 года.
- Изюм-Барвенковская наступательная операция — с 17 июля 1943 года по 27 июля 1943 года.
- Белгородско-Харьковская операция — с 3 августа 1943 года по 23 августа 1943 года.
- Донбасская операция — с 13 августа 1943 года по 24 августа 1943 года.

## Отличившиеся воины полка
- Кузнецов Михаил Васильевич, майор, командир 814-го истребительного авиационного полка 207-й истребительной авиационной дивизии 3-го смешанного авиационного корпуса 17-й воздушной армии 8 сентября 1943 года удостоен звания Герой Советского Союза. Золотая Звезда № 1714[5]
- Химушин Николай Фёдорович, старший лейтенант, старший лётчик 814-го истребительного авиационного полка 207-й истребительной авиационной дивизии 3-го смешанного авиационного корпуса 17-й воздушной армии 4 февраля 1944 года удостоен звания Герой Советского Союза. Посмертно[6]

## Статистика боевых действий
Всего за 1942 год полком:
| Выполнено боевых вылетов | Сбито самолётов в воздухе | Уничтожено самолётов всего |
| ------------------------ | ------------------------- | -------------------------- |
| 270                      | 24                        | 24                         |

Свои потери за 1942 год:
| Потеряно самолётов, всего | Погибло лётчиков всего |
| ------------------------- | ---------------------- |
| 7                         | 4                      |

## Самолёты на вооружении
| Период      | Самолёты         |
| ----------- | ---------------- |
| 1942 — 1942 | Хоукер Харрикейн |
| 1942 — 1945 | Як-1             |
| 1943 — 1944 | Як-7Б            |